# Nieuil
Nieuil é uma comuna francesa na região administrativa da Nova Aquitânia, no departamento de Charente. Estende-se por uma área de 23,90 km². Em 2010 a comuna tinha 956 habitantes (densidade: 40 hab./km²).